# Lepiku (Tallinn)
Lepiku is een subdistrict of wijk (Estisch: asum) binnen het stadsdistrict Pirita in Tallinn, de hoofdstad van Estland. De wijk telde 1.619 inwoners op 1 januari 2020. De naam betekent ‘elzenbos’.

## Geografie
De wijk grenst vanaf het noorden met de wijzers van de klok mee aan de wijk Mähe, het dorp Äigrumäe in de gemeente Viimsi en de wijken Laiaküla en Kloostrimetsa.

## Geschiedenis
Lepiku was eeuwenlang een dunbevolkt dorp, dat enkele boerderijen omvatte, met bos eromheen. In 1919 had het 86 inwoners. Het kwam pas na de Tweede Wereldoorlog bij Tallinn.
Net als in de buurwijk Mähe begon men medio jaren vijftig in Lepiku huizen te bouwen. Beide wijken kregen de opzet van een tuindorp: vrijstaande laagbouwwoningen met veel groen ertussen. Dat karakter heeft Lepiku sindsdien behouden. De meeste bewoners behoren tot de gegoede middenklasse.
Een klein deel van het kerkhof Pärnamäe ligt op het grondgebied van Lepiku; het grootste deel op dat van Laiaküla.

## Vervoer
Enkele buslijnen tussen Viimsi en het centrum van Tallinn komen door Lepiku.
Iru · Kloostrimetsa · Kose · Laiaküla · Lepiku · Maarjamäe · Mähe · Merivälja · Pirita